# Honda Monkey

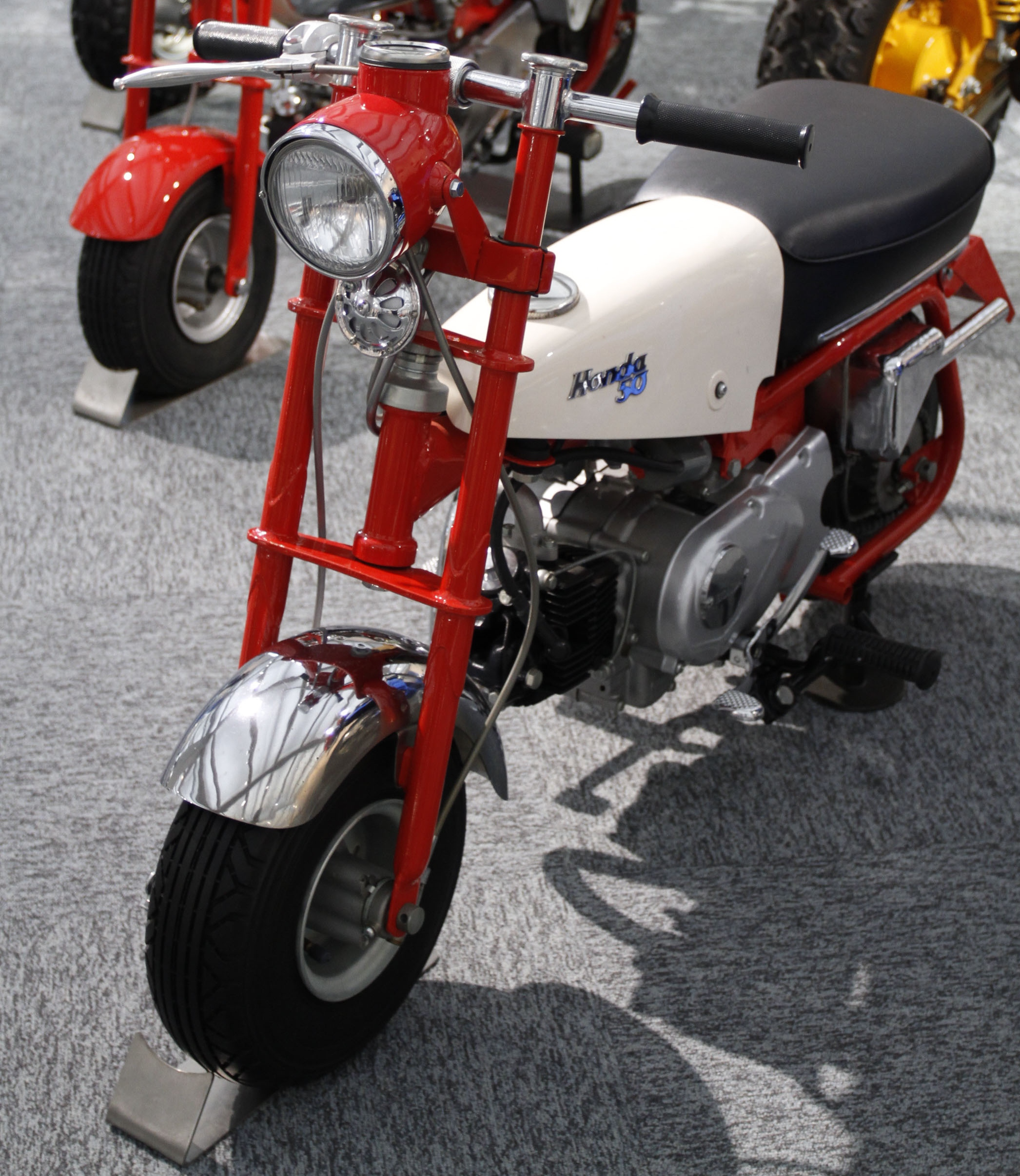
Honda Monkey Z100 in der „Honda Collection Hall“

Die Honda Monkey ist ein kleines, mit einem liegenden Einzylindermotor ausgestattetes Motorrad von Honda. Erstmals wurde sie 1961 in einer Kleinauflage gefertigt. Es gilt als ein sog. „Fun Bike“ für die Freizeit, sie ist ein Gefährt für nur eine Person mit kleinen, ballonartigen 5-Zoll-Stollenreifen.
Honda unterhielt ab 1961 ein im September 2009 geschlossenes Freizeit- und Vergnügungsareal zur Präsentation seiner Produkte im „Tama Tech“-Park in der Nähe der späteren Formel-1-Rennstrecke Suzuka auf der japanischen Hauptinsel Honshū, etwa 40 Kilometer westlich der Hauptstadt Tokio.
Die Besucher konnten sich dort Produkte des Unternehmens anschauen und von ihrer Qualität überzeugen.
Dort stieß das für die Kinder der Besucher erdachte „Bonsaibike“, ein simpel gebautes, von einem 4,5 PS-Motor angetriebenes und mittels einer Verbindung mit einer Schiene im Stil eines Karussells auch bei den erwachsenen Besuchern des Vergnügungsparks auf großes Interesse. Deshalb entschied sich Honda, eine Kleinserie von vermutlich zwölf Probe-Exemplaren der „Z100“ benannten „Ur-Monkey“ zu bauen und diese Prototypen auf der Frankfurter IFMA und dem Londoner Earl’s Court zu präsentieren.
Von der Z100 sind heute nur noch drei Exemplare bekannt. Eines wurde erst kürzlich beim amerikanischen Sammler Steve in den USA entdeckt, ein zweites steht erwartungsgemäß im Honda-Museum in Motegi/Japan, das dritte Modell tauchte als Sensationsfund im Juni 2017 im „Deutschen Zweirad- und NSU-Museum“ im schwäbischen Neckarsulm auf, wohin es 1964 als Schenkung des Herstellers gelangt war.
Ein viertes Modell entstand 2011 in Japan als filigraner Nachbau auf Basis der vom Original vermessenen Daten.
Die Honda Monkey war eines der ersten Mopeds, das in den 1970er-Jahren auf den Heckträgern von Wohnmobilen zu finden war, um auch für kurze Fahrten unterwegs mobil zu sein, ohne das Wohnmobil bewegen zu müssen.

## Ausstattung
Der Antrieb erfolgte über einen liegenden Einzylinder-Viertaktmotor, der bei Honda in vielen kleineren Modellen zur Verwendung kam (SS50, Dax), und ein fußgeschaltetes Dreigang-Getriebe, die Kupplung funktioniert per Fliehkraft und ohne separate Handbetätigung. Es gibt aber auch eine 4-Gang-Getriebeversion mit Handkupplung.
Um einen einfacheren Transport zu ermöglichen, wurde die Monkey mit einem abklappbaren Lenker gebaut. Damit kein Benzin ausläuft, befindet sich am Tankdeckel ein kleiner Hebel, mit dem man die Tankbelüftung schließen kann. Als Zubehör gab es auch einen Transportsatz, bestehend aus drei Stützen, welche an eine Seite der Monkey geschraubt wurden und auf die man die Maschine im Kofferraum ablegen konnte.

## Versionen
Das erste 67er-Modell war mit Starrrahmen, kleinen 5-Zoll-Reifen und Handbremshebeln ausgestattet, später kam mit Einführung der Hinterradschwinge auch ein Fußhebel für die Hinterradbremse zum Einsatz.

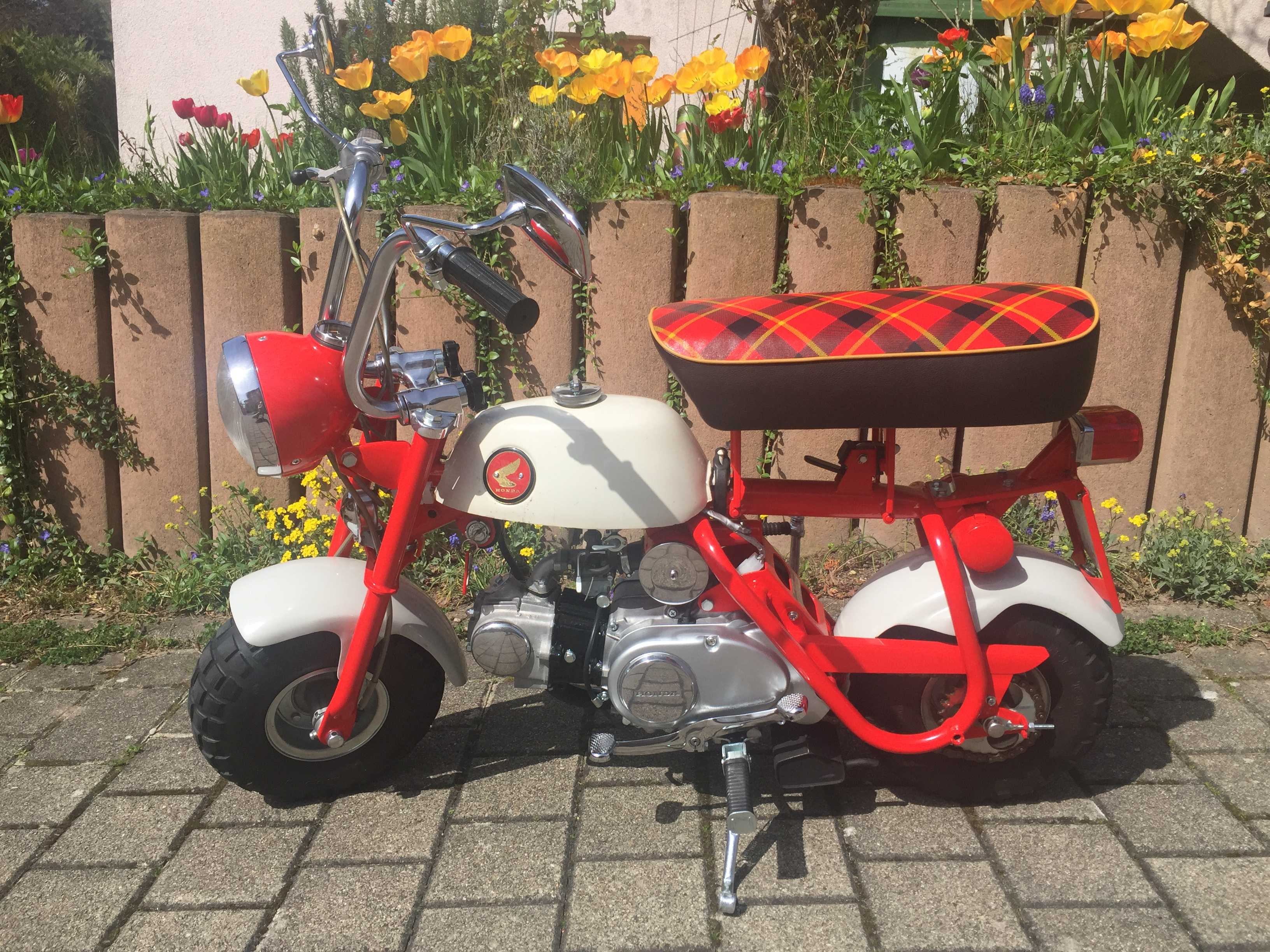
Honda Monkey Z 50 M von 1968

Auf diese folgte nach einer kleineren Serie mit 5-Zoll-Reifen und einer umklappbaren Sitzbank mit Tartanmuster, der Honda Z 50 M, ab ca. 1970 eine Variante mit Starrrahmen und 8-Zoll-Reifen, die nur in den USA unter dem Namen „Minitrail“, anderswo unter der Bezeichnung „Z 50 A“ bzw. „Monkey“ verkauft wurde. Markantes Erkennungszeichen war die weiße Lackierung der unteren Tankhälfte. Dieses Modell „K2“ erschien in drei Farben: rot, blau und gelb.

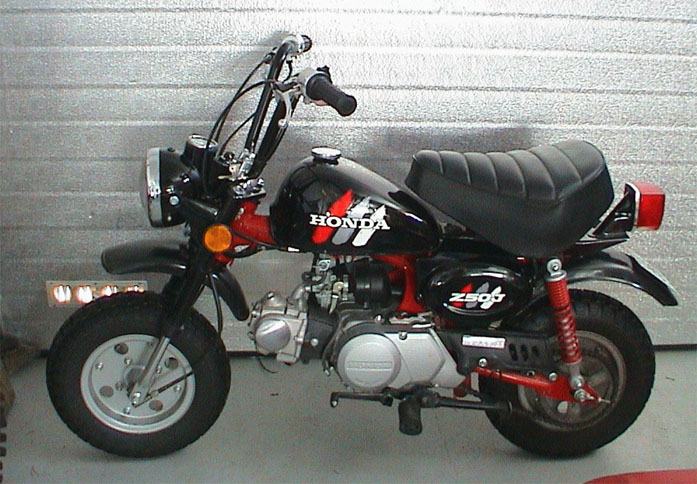
Honda Monkey von ca. 1985

In den USA hatte das Modell eine kleinere Frontlampe ohne Tacho und eine eckige, einfarbig rote Heckleuchte, während bei der deutschen Z50 A ein Tacho des Herstellers „Nippon Seiki“ in der Frontlampe verbaut war. Am Heck befand sich in Deutschland die runde schwarz-orange Rückleuchte, die dort auch an Honda-Modellen der 70er-Jahre mit Hubräumen zwischen 250 und 750 cm³ wie auch dem Schwestermodell, der Honda DAX, zu finden war. Diese Baureihe verfügte ab dem Baujahr 1972 über eine „Mitsuba“-Wechselstrom-Hupe, die angesichts der leistungsschwachen 6-Volt-Elektrik allerdings nicht besonders wirkungsvoll war.

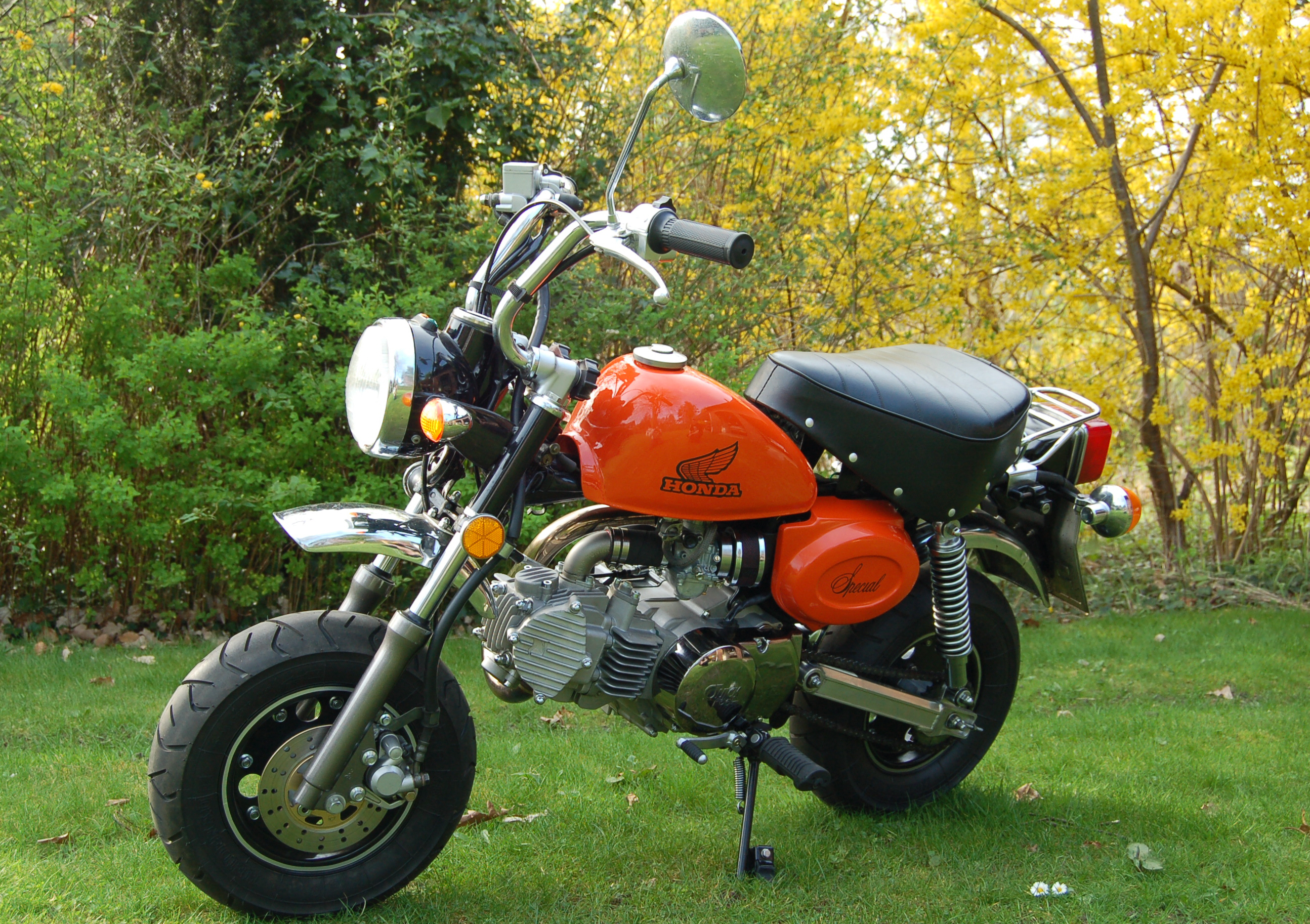
Honda Gorilla Z 50 J mit Monkey Tank und 160-cm³-Motor

Eine weitere Besonderheit war bei den Modellen des Baujahrs 1971 das auf dem Lenkkopf angebrachte Typenschild, das in der Folge nach Beschwerden des deutschen TÜV rechts unterhalb der Sitzbank seinen Platz fand. Die ersten Modelle wurden vom Hersteller mit japanischen „Nitto“-8-Zoll-Stollenreifen ausgestattet, später mit „Tractor Grip“, danach mit „Bridgestone“-Stollenreifen derselben Dimension. Den deutschen Modellen war auch die Ausstattung mit langen, verchromten Schutzblechen vorbehalten, wobei das US-Modell der „Minitrail K2“, in vielen Details mit der deutschen Z 50 A baugleich, zwar auch über ein langes, hinteres Schutzblech („Long Rear Fender“) verfügte. An den Enden der Bremshebel wurden seitens des Herstellers schwarze Plastiküberzüge angebracht, um Lackschäden an der Gabel beim Umklappen der Lenkerhälften beim Transport zu verhindern. Schließlich wurde die Monkey in erster Linie als Kofferraum-taugliches Kleinvehikel, aber auch für die Nutzung auch in Flugzeugen und Booten vermarktet.
Etwa 1975 lief die Baureihe aus und wurde in Deutschland durch das Modell J 1 ersetzt, das am Heck über eine Schwinge mit Stoßdämpfern verfügte. Der Tank wuchs von etwa 2,5 auf 4,5 Liter Inhalt. Die J 1 war etwas größer und deutlich stabiler als die A-Version, bei der es gelegentlich, besonders bei leistungsgesteigerten Exemplaren, zu Rahmenbrüchen gekommen war.
Ab 1978 folgte mit der J 2 (Bild oben) eine überarbeitete Version der Monkey. Sie hatte einen Gepäckträger, einen trapezförmigen Sitz, einen größeren Tank, Instrumententräger, andere Lenkeraufnahme und Schaltelemente, Blinker im Plastikgehäuse, Plastikkettenschutz und Plastikschutzbleche und eine Batterie, die es bei einer Honda Monkey zuvor nur beim 1969er US-Modell KO, der „Minitrail“, gegeben hatte.
Ursprünglich gab es nur die Variante mit einem Hubraum von 49 cm³, die mit Versicherungskennzeichen gefahren werden kann. Mittlerweile haben immer mehr Fahrer ihren „Affen“ als Leichtkraftrad oder Motorrad zugelassen. Doppelauspuff, Monoheckschwingen, Scheibenbremsanlagen und Motoren bis zu 220 cm³ Hubraum sind heute an den kleinen Fahrzeugen keine Seltenheit mehr.
Inzwischen werden von mehreren Produzenten Monkey-Replikas geliefert, unter anderem von den chinesischen Firmen Sky Team (Jiangsu Sacin Motorcycle Co.) und auch von Jincheng Motors in Nanjing. Die Monkey wird auch weiterhin von Honda in Japan gebaut, aber erst seit 2018 wieder offiziell nach Europa exportiert; man konnte diese Maschinen aber immer als Parallelimport bei einigen Händlern in Deutschland kaufen.

## Sport
Bereits seit 1974 gibt es eine spezielle Sportart mit Monkeys, das Monkey-Cross im Gelände. Die Rennen werden veranstaltet vom Deutschen Monkey-Club (DMC) sowie dem Deutschen Motorsport Verband (DMV) und erfreuen sich zunehmender Beliebtheit.
2010 waren für die Deutsche Meisterschaft 6 Klassen vorgesehen, die sich in der Bauart, den verbauten Motoren sowie Altersbeschränkungen der Teilnehmer unterscheiden:
- Kl. 0 (CRF50)
- Kl. 1 (CRF100 / Pitbike110)
- Kl. 2 (Pitbike125)
- Kl. 3 (Pitbike-open)
- Kl. 4 (XR200 u. a.)
- Kl. 5 (Gespanne)